# Johan Fenger-Krog
Johan Christian Fenger-Krog, född 29 maj 1865 i Mandal, död 27 oktober 1942 i Göteborg, var en norsk-svensk industriman.
Johan Fenger-Krog var son till ingenjören Albert Fenger-Krog. Han utexaminerades från Kristiania handelsgymnasium 1884 och bedrev därefter handelsstudier i Tyskland och Frankrike. Han var 1891-1899 chef för firma Chr. Christophersens filialkontor i Göteborg och delägare i kommanditbolaget J. Fenger-Krog & Co i Göteborg 1899-1907. År 1900 köpte han Lisefors järnbruk i Dalsland och tillträdde 1901 bruksledningen, varvid bruket döptes om till Fengersfors och Fengersfors AB inregistrerades. Han var fram till sin död VD för Fengersfors bruk. Fenger-Krog var även VD för AB Göteborgs Bult & Nagelfabrik 1902-1907 och grundare och VD för AB Göteborgs maskinaffär 1906-1908.